# Thalictrum pinnatum
Thalictrum pinnatum är en ranunkelväxtart som beskrevs av S. Wats.. Thalictrum pinnatum ingår i släktet rutor, och familjen ranunkelväxter. Inga underarter finns listade i Catalogue of Life.